# 밴나이즈

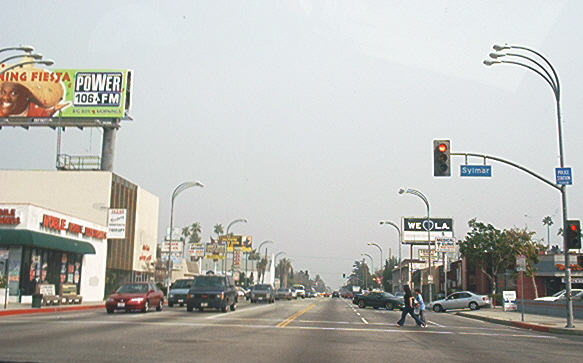
밴나이스

밴나이즈(영어: Van Nuys 밴나이스[*], 영어 발음: /vænˈnaɪz/)는 미국 로스앤젤레스의 지구로, 인구는 2000년 조사 기준 136,443명이다.